# 珠颈斑鸠
珠颈斑鸠（学名：Spilopelia chinensis），又名鸪鵰、鸪鸟、中斑、花斑鸠、花脖斑鸠、珍珠鸠、斑颈鸠、珠颈鸽、斑甲（閩南語）、布鴣仔（客家語）、咕姑固（粵語），是分布在南亚、东南亚地区以及中国南方广大地区的一种常见的鸠鸽科副斑鸠属物种。

## 特征
珠頸斑鳩尾较長，體長在28－32公分，体重125－180克，比鴿子略小。背部、翅膀和尾部為灰褐色，尾羽外側為黑色，尾端為白色，頭部為深藍色，頸後為黑色，帶有白色點點，下腹部為暗紅色，喙為暗褐色，腳紅色。
人們常把它和鴿子混淆，但只要由顏色和喙的構造來分辨就可以簡單看出兩者的差別。
發聲時頸部的羽毛會拱起，叫聲低沉，重音靠後，類似“咕-咕-咕”、“咕-咕-咕～咕”；驅趕入侵者或保護幼鳥時會發出“咕-咕”、“咕咕咕”。

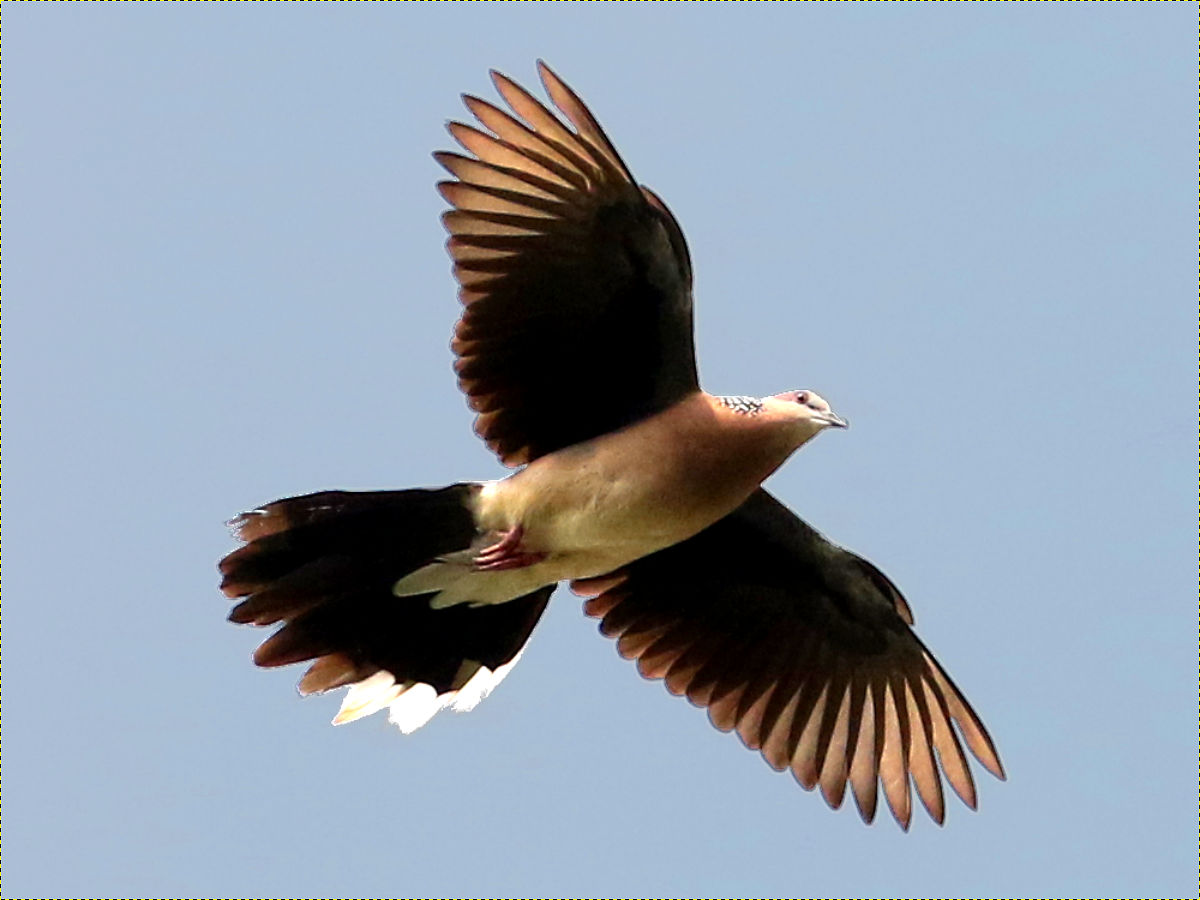
飞过 邦芭茵夏宫, 泰国

## 習性

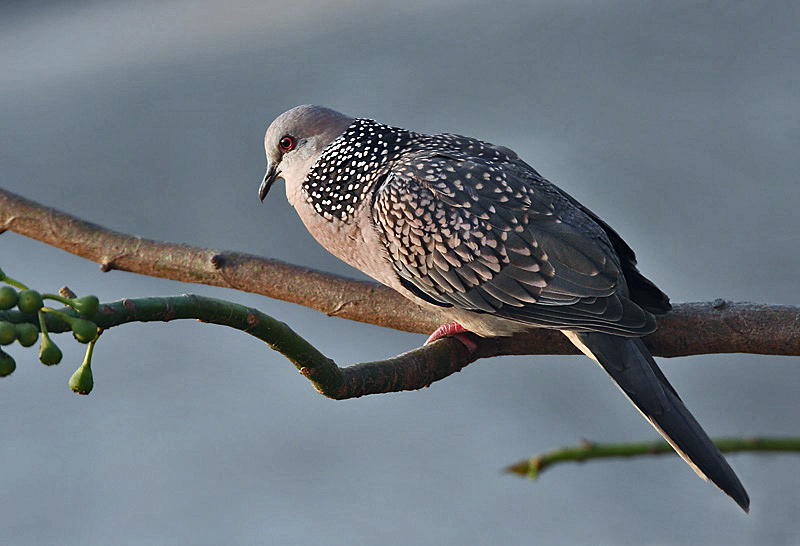
在吉贝（Ceiba pentandra）树上鸣叫的珠頸斑鳩，摄於印度加尔各答。

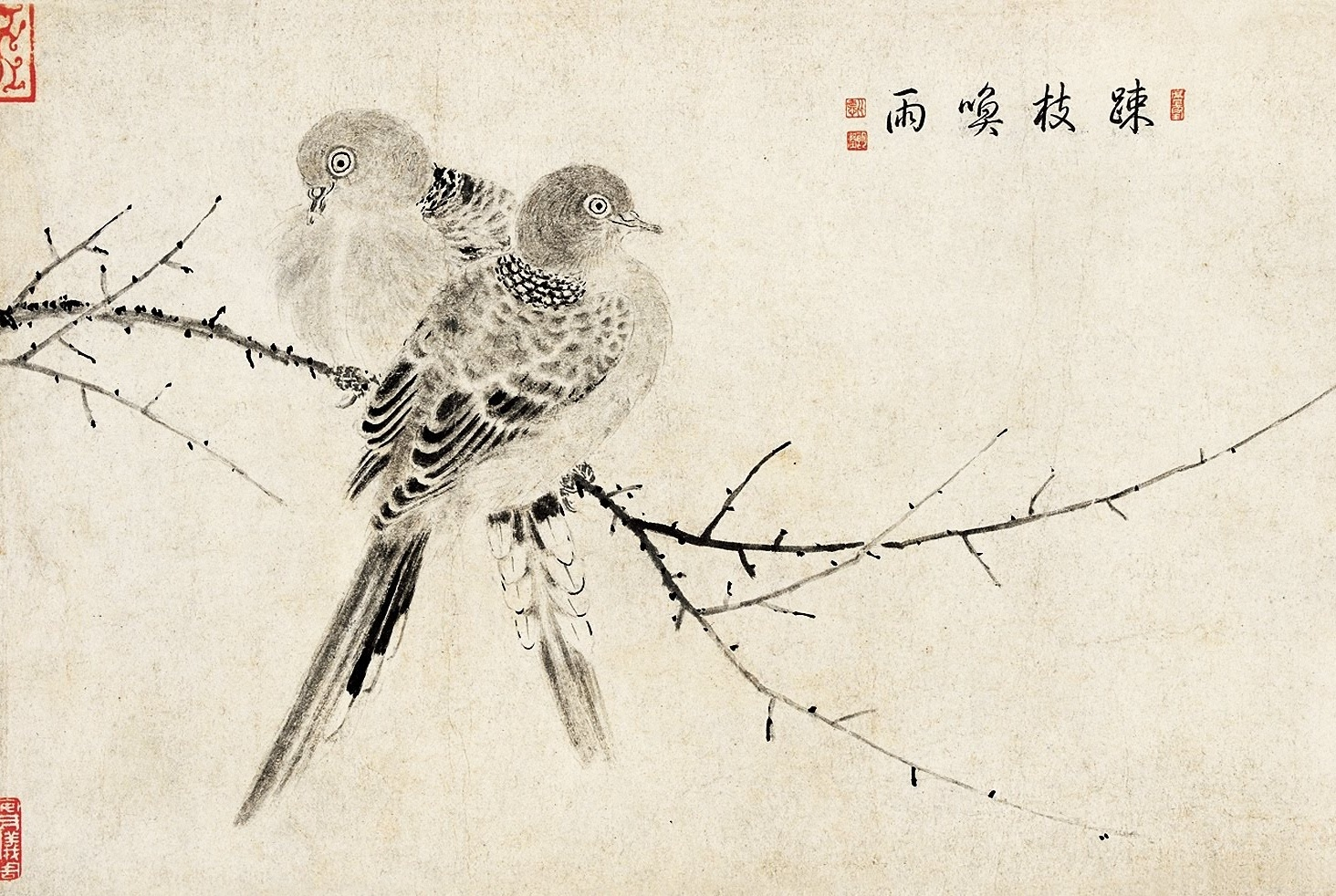
趙佶（宋徽宗）《写生珍禽图》卷描绘的珠颈斑鸠

珠頸斑鳩的主食是果實、穀物和其他植物的種子，也會捕食昆蟲。主要在地面上覓食。有水時也會喝水，他們喝水的方式是俯身吸水，與其他鳥類不同。如果地點許可，它們也會用水清洗身體。它们是典型的陆生鸟类，一般在草地和农田中觅食。全年都会繁殖，在树木、居民楼高层的阳台、空调外机甚至是地面上都可以发现它们的巢穴。
珠頸斑鳩与同属其他斑鸠一样，一般不会群居，而是单独或成对出现。它们是温驯的鸟类，但是突然的噪声会使它们惊起。它们的飞行姿势与冠鳩类似，着陆时尾巴会上倾。

## 分类
依据其形态，本种过去一直被归类于斑鸠属，但后来分子遗传学研究显示，本种实际上比其它斑鸠属成员更接近鸽属，尤其接近粉鸽属，而且棕斑鸠是本种的姐妹群，于是便将本种与棕斑鸠一起放在独立的副斑鸠属。

## 分布
廣泛分佈在亞洲南部的開闊林地、農地、都市等地區，從印度、斯里蘭卡東部到中國南部、東南亞等地。該種還被引入美國的洛杉磯地區，還於1860年代被引入澳大利亞的墨爾本，以及印度尼西亞、紐西蘭地區。为常见的一种留鸟。
中華珠頸斑鳩（S. c. chinensis）为指名亚种，在中国大部分地区均可见，并被引入到夏威夷；海南珠頸斑鳩（S. c. hainana）仅分布在海南岛；东印度珠颈斑鸠（S. c. tigrina）分布在印度东北部到东南亚，包括中国云南西南部及境内怒江以西，澳大利亞的种群主要也是源自此亚种；西印度珠颈斑鸠（S. c. suratensis）分布于印度大部分地方，从北到南体型渐渐变小，而斯里蘭卡的锡兰珠颈斑鸠（S. c. ceylonensis）也是这种现象的一部分。

## 繁殖
求偶的雄性在表演时身体会极度倾斜，并在绕圈飞行时舒展自己的双翅和尾巴以吸引雌性。
珠颈斑鸠通常為一夫一妻制，一年繁殖二至四次，繁殖期为4－11月，通常由雄鳥尋找合適的地方，再帶雌鳥去選，選一個雙方都認為可以的地方，築巢是一起築的，用樹枝築巢，大概花费7-10天；但也可能「鳩佔鵲巢」，佔用之前其他珠頸斑鳩或其他鳥類的巢。珠颈斑鸠所筑的鸟巢与绝大多数鸠鸽科鸟类类似，仅由少量树枝以及筑巢处的固有地形构成，相对简陋，由于其常在建筑物上筑巢，容易被人发现，在网络上形成了一个梗：隨便鳩。
珠颈斑鸠一次生兩顆白色的蛋，前後大約差一兩天。約兩星期後，小斑鳩就會同一天破蛋而出。孵蛋、養育小斑鳩則是由雄鸟和雌鸟輪流照料，喂食它们鸽乳。再过約兩星期，小斑鳩就必須離巢。

## 註释
1. ↑  或作「咕咕固」[4]。（視「咕咕」（gu4 gu1）為變調詞組，如「媽媽」（maa4 maa1）、「弟弟」（dai4 dai2）等）

## 外部連結
- （英文）Birds In Backyard （页面存档备份，存于）
- （英文）EOC上关于珠颈斑鸠的资料
- 珠颈斑鸠的图片 （页面存档备份，存于）